# Эллиот, Тед
Тед Эллиот (англ. Ted Elliott) — американский сценарист. В паре со сценаристом Терри Россио, написал сценарии к таким известным американским фильмам как «Аладдин», «Шрек» и «Пираты Карибского моря». В 2004 году был выбран в Гильдию писаталей США; в 2006 году вышел из гильдии по завершению срока полномочий. Вместе с Крейгом Мейзином создал сайт для сценаристов Artful Writer. Соучредитель (вместе с Терри Россио) сайта Wordplay.
В 2005 году баллотировался на пост президента Гильдии сценаристов Западной Америки, но с разрывом более 700 голосов проиграл сценаристу Патрику Верроне.

## Фильмография
- 1989 — Маленькие чудовища
- 1992 — Аладдин
- 1994 — Кукловоды
- 1998 — Маска Зорро
- 1998 — Муравей Антц
- 1998 — Годзилла
- 1998 — Солдатики
- 2000 — Остров Обезьян[1]
- 2000 — Дорога на Эльдорадо
- 2001 — Шрек
- 2002 — Планета сокровищ
- 2003 — Пираты Карибского моря: Проклятие Чёрной жемчужины
- 2003 — Синдбад: Легенда семи морей
- 2004 — Сокровище нации
- 2005 — Мгновенная карма
- 2005 — Легенда Зорро
- 2006 — Пираты Карибского моря: Сундук мертвеца
- 2007 — Пираты Карибского моря: На краю света
- 2007 — Сокровище нации: Книга тайн
- 2009 — Миссия Дарвина
- 2011 — Пираты Карибского моря: На странных берегах
- 2013 — Одинокий рейнджер
- 2013 — Шрек: Мюзикл
- 2017 — Пираты Карибского моря: Мертвецы не рассказывают сказки